# Académie royale du textile du Bhoutan
L'Académie royale du textile du Bhoutan (dzongkha : རྒྱལ་འཛིན་ཐགས་རིགས་སློབ་སྡེ) a été créée pour préserver et promouvoir l'art du tissage qui est une partie importante de la culture et des traditions du Bhoutan. Sous la protection de la reine Ashi Sangay Choden Wangchuck. C'est une Organisation non gouvernementale, établie comme un centre d'éducation pour former au tissage traditionnel bhoutanais.
Son siège est à Thimphou.